# Fenton Robinson

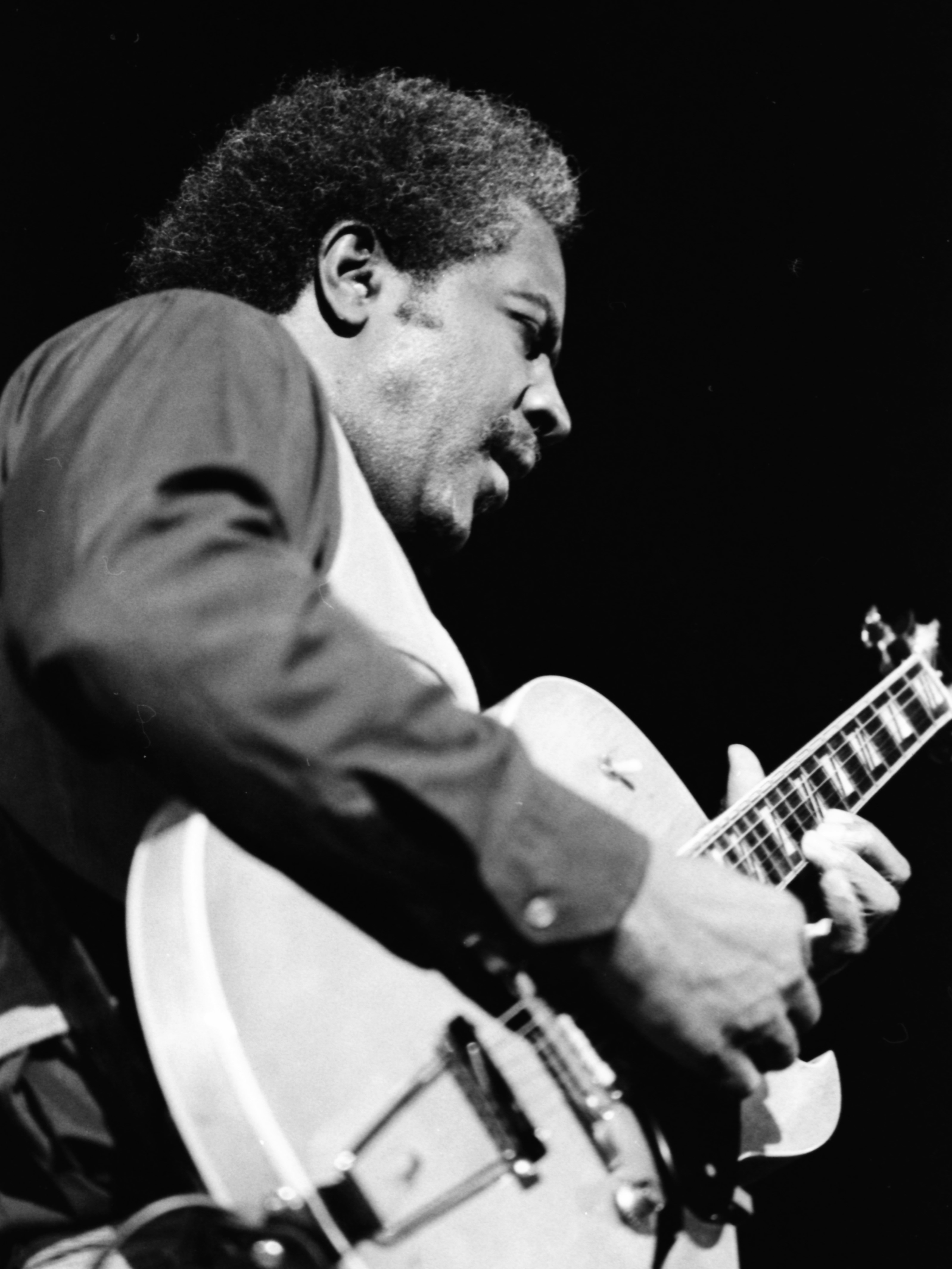
1979

Fenton Lee Robinson (* 23. September 1935 bei Greenwood, Mississippi; † 25. November 1997 in Rockford, Illinois) war ein US-amerikanischer Blues-Sänger und Gitarrist.

## Biografie
Geboren in der Nähe von Greenwood, Mississippi, zog Robinson mit 16 Jahren nach Memphis (Tennessee), wo er 1957 seine erste Single Tennessee Woman aufnahm. 1959 nahm er erstmals As the Years Go Passing by, das später mehrfach gecovert wurde.
1962 zog Robinson nach Chicago. 1967 nahm er Somebody Loan Me a Dime auf, das zu seinem Erkennungssong werden sollte. Die Coverversion von Boz Scaggs führte 1969 zu Rechtsstreitigkeiten, da Scaggs sich als Autor ausgab. Das Stück wurde zu einem Bluesstandard, den viele Bluesmusiker im Repertoire haben.
Robinson nahm den Song 1974 noch einmal für sein vielbeachtetes Album Somebody Loan Me a Dime auf. Für das nächste Album I Hear Some Blues Downstairs (1977) wurde Robinson für einen Grammy Award nominiert; darauf enthalten war eine Neuaufnahme von As the Years Go Passing by.
Bei der Originalaufnahme von Larry Davis’ Texas Flood spielte Robinson die Gitarre. Davis spielte später selbst Gitarre, aber bei Texas Flood war Robinson der Gitarrist, mit Davis als Sänger und am Bass, dazu James Booker am Klavier, David Dean am Tenorsaxofon, Booker Crutchfield am Baritonsaxofon und einem unbekannten Schlagzeuger.
In den 1970er Jahren kam Robinson wegen fahrlässiger Tötung im Zusammenhang mit einem Autounfall ins Gefängnis. Nach neun Monaten vorzeitig entlassen, begann er wieder, in Clubs in Chicago zu spielen. Später gab er auch Gitarrenunterricht.
Robinson starb 1997 in Rockford, Illinois, an einem Hirntumor.
Sein Titel Somebody Loan Me a Dime wurde im Film Blues Brothers verwendet; das Lied wird gespielt, als Jake (John Belushi) festgenommen und wieder freigelassen wird.